# Stefania Mosca
Stefania Mosca (1957-2009) là một nhà văn người Venezuela.

## Tác phẩm được xuất bản
- Jorge Luis Borges: Utopia và hiện thực (1984)
- Ký ức và quên lãng (1986)
- Người thường ngày (1990)
- Bữa ăn tối cuối cùng (1991)
- Banal (1993)
- Thế giới nhỏ bé của tôi (1996)
- Tập sách số 69 (2001)
- Làm mẹ (2004)
- Thử thách của thời đại
- Rạp xiếc Ferdinand (2006)